# 金秀隆
金 秀隆（きむ すりゅん、1998年1月16日 - ）は、ジャパンラグビーリーグワン東芝ブレイブルーパス東京に所属するラグビー選手。

## プロフィール
- 大阪府出身。
- ポジションはユーティリティBK。
- 身長 186cm、体重 88kg
- 兄の秀昌もラグビー選手[1]で4年兄弟の三男。
- 特技はランニング[2]。

## 略歴
中学校からラグビーを始めた。
2016年、大阪朝鮮高校卒業後、朝鮮大学校に入学。
2019年、朝鮮大学校ラグビー部の主将に就任した。
2020年、朝鮮大学校卒業後、クボタスピアーズ（現・クボタスピアーズ船橋・東京ベイ）に加入。
2021年2月20日に、ジャパンラグビートップリーグ第1節宗像サニックスブルース戦に先発出場で、公式戦初出場を果たす。同年度シーズン終了後、新人賞に竹山晃暉と共に選ばれた。
2024年8月、東芝ブレイブルーパス東京に加入。

## 受賞歴
- 2020-21トップリーグ新人賞